# Местни избори в България (1999)
Местните избори в България през 1999 година се провеждат на 16 октомври и 23 октомври. Това са третите демократични местни избори в историята на държавата. От 262 общини в България БСП печели 115, СДС – 85, ДПС – 23, Евролевицата – 7, независимите – 29, Българското земеделско национално сдружение – 4, БЗНС – 2, Зелената партия – 2, ВМРО – 1, Нов избор – 1, ОБТ – 1, Движение „Гергьовден“ – 1 и БСДП – 1. Предишните общи избори за местни органи на властта в страната са проведени през 1995 г.
От областните градове БСП побеждава в 14, а СДС в 11. Два от тях – Добрич и Силистра – са на Евролевицата. От общия брой на подадените гласове СДС спечели около 32 %, а БСП – 28 %, след тях е ДПС.

## Общински съветници
- СДС – 1595 (30,37 %)[4]
- БСП – 1592 (30,31 %)[4]
- Либерален съюз „Нов избор“ – 137
- ВМРО – 132[5]